# These Are the Voyages...
"These Are the Voyages..." é o último episódio da série de televisão norte-americana Star Trek: Enterprise, e o vigésimo segundo da quarta temporada. A sua transmissão original decorreu na noite de 13 de maio de 2005 pela United Paramount Network (UPN). A trama se desenvolve em simultâneo com a aodo episódio "The Pegasus", de Star Trek: The Next Generation, no ano de 2370, no qual o Comandante William T. Riker é confrontado com a difícil decisão de revelar um acobertamento para seu comandante oficial. Riker visita o holodeque e coloca os eventos do século XXII para orientação, onde a tripulação de Star Trek: Enterprise viaja para a Terra para assinar os Artigos da Federação e formar a Federação Unida dos Planetas.
Depois de uma forte estréia, Enterprise sofreu uma queda de audiência durante toda a sua exibição. Em sua quarta temporada, pouco menos de três milhões de espectadores assistiam os episódios semanais, apesar de vários fãs e críticos considerarem esta a melhor temporada da série. Depois de vender os direitos de sindicação, a UPN e a Paramount Pictures anunciaram em fevereiro de 2005 que a quarta temporada seria a última do programa. Os criadores Rick Berman e Brannon Braga, que co-escreveram o episódio, conceberam "These Are the Voyages..." como um presente para os fãs de Star Trek. O episódio possui as aparições especiais de Jonathan Frakes, Marina Sirtis e Jeffrey Combs, além de uma ponta de Brent Spiner. Com nenhum episódio novo no outono de 2005, a temporada de 2005–2006 foi a primeira sem nenhuma produção de Star Trek em 18 anos.
A recepção de "These Are the Voyages..." foi negativa. Os críticos e o elenco acreditaram que a história de The Next Generation roubou de seus personagens e fãs um encerramento, e que a morte de Trip Tucker pareceu forçada e desnecessária. O último episódio atraiu 3.8 milhões de espectadores, a maior audiência desde a última temporada. Apesar do cancelamento, a Paramount queria reviver a franquia, e Berman começou a trabalhar em um possível novo filme, que acabaria sendo rejeitado em favor de Star Trek, lançado em 2009.

## Antecedentes e contexto

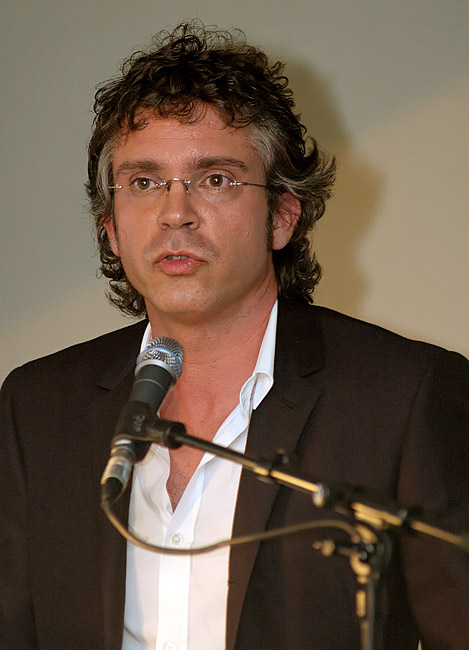
O produtor Brannon Braga chamou "These Are the Voyages..." de um "presente" para os fãs de Star Trek.

"Broken Bow", episódio piloto de Enterprise, atraiu 12.5 milhões de espectadores em sua primeira exibição, porém a audiência rapidamente decaiu para 5.9 milhões de espectadores. Enterprise estava ameaçada de cancelamento em sua terceira temporada, sobrevivendo com cortes de orçamento em meio a reformulação da grade de transmissão da emissora UPN. A série foi transferida para às sextas-feiras em 2004, com o resto da programação da UPN se tornando mais atrativa para o público feminino, parcialmente devido ao sucesso de America's Next Top Model. A terceira temporada introduziu um longo arco de história, para algumas das melhores resenhas de toda a série. Na quarta temporada, Manny Coto se tornou produtor executivo depois de escrever e co-produzir o programa desde 2003. Apesar dos episódios de Coto terem sido recebidos pela crítica e pelos fãs como de igual qualidade às séries anteriores da franquia, a média de audiência caiu para 2.9 milhões, chegando a 2.5 milhões em janeiro de 2005.
Em 2 de fevereiro de 2005, a UPN e a Paramount Pictures anunciaram que a quarta temporada da série seria sua última. A emissora esperou a venda do programa para a sindicação antes de fazer um pronunciamento. O cancelamento marcou a primeira vez que novos episódios de Star Trek não apareceriam na televisão em dezoito anos, desde a estréia de Star Trek: The Next Generation. A quarta temporada continuou para a Paramount poder vender atrativos 98 episódios para a sindicação.
A atriz Jolene Blalock críticou as primeiras histórias como chatas e sem conteúdos intrigantes, dizendo que os primeiros roteiros de Enterprise ignoravam os princípios básicos da cronologia de Star Trek, e ofereciam "figurinos reveladores ao invés de desenvolvimento de personagens". Os executivos da UPN afirmaram que os episódios orientados para o público masculino não combinavam com os públicos de seus outros programas de sucesso, como Top Model e Veronica Mars. Brannon Braga sugeriu que a razão para o cancelamento foi a fadiga do espectador, notando que "depois de 18 anos e 624 horas de Star Trek, o público começou a ter um pouco de excesso". Os fãs, enquanto isso, criticavam Braga e Rick Berman por ignorar o canône de Star Trek e por se recusarem a arrumar o programa. Michael Hinman, coordenador de notícias do SyFy Portal, afirmou que além da saturação de Star Trek, havia "também uma saturação de Braga e Berman. [...] Eles não conseguiam se sentar e dizer, 'Sabe, nós não podemos manter isso novo'. Não, era mais sobre seus egos estúpidos, e seus absurdos. A atitude 'Mesmo se está quebrando, não conserte'". Braga defendeu a série, notando que The Next Generation enfrentou pouca competição vinda de outros programas de ficção científica, enquanto Enteprise tinha de competir com séries como Battlestar Galactica.

## Produção

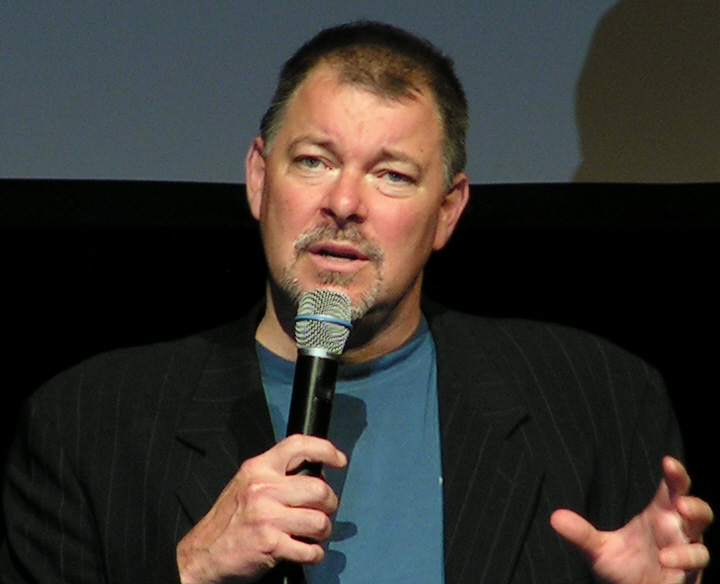
Jonathan Frakes gostou da oportunidade de interpretar Riker mais uma vez.

"These Are the Voyages..." foi escrito por Braga e Berman, o único roteiro da dupla na quarta temporada. O roteirista Michael Sussman disse ao TrekNation em maio de 2005 que Braga havia considerado a ideia de um episódio cruzando personagens com outra série de Star Trek antes do último. A idea original de Sussman era ter o Doutor de Star Trek: Voyager tratando um paciente muito doente que poderia ou não ser Jonathan Archer preso no futuro. Devido ao assunto, Sussman disse que sua versão não teria sido apropriada para um episódio final. Berman disse que o episódio sempre teve a intenção de ser o último episódio da temporada não importando o cancelamento, e que Trip Tucker ainda teria sido morto se o programa continuasse. Em outras entrevistas, Berman disse que se a série tivesse sido renovada para uma quinta temporada, provavelmente mudanças no roteiro ocorreriam.
Allan Kroeker dirigiu o episódio, seu terceiro final de série depois de "What You Leave Behind", de Star Trek: Deep Space Nine, e "Endgame", de Star Trek: Voyager. "These Are the Voyages..." teve aparições especiais de Jonathan Frakes e Marina Sirtis como seus personagens de The Next Generation William T. Riker e Deanna Troi, respectivamente. Brent Spiner, outro veterano de The Next Generation que havia aparecido em episódios anteriores da quarta temporada de Enterprise, teve um diálogo fora de tela como o andróide Data. Jeffrey Combs apareceu como o andoriano Shran, quem Coto queria que fosse uma adição permanente ao elenco principal no caso de uma nova temporada.
As filmagens do episódio começaram sexta-feira, 25 de fevereiro, depois da primeira metade do dia ter sido passada completando "Terra Prime". As filmagens duraram oito dias, um a mais do que o usual. O complexo nevado de Rigel X, visto pela primeira vez no episódio piloto, foi usado, como também a raramente vista cozinha da Enterprise. As locações da Enterprise-D, como os corredores e o deque de observação, foram recriados. Frakes e Sirtis chegaram no estúdio ao mesmo tempo que uma campanha de "Salvem Enterprise" estava ocorrendo do lado de fora dos portões. Similarmente a "What You Leave Behind", muitos membros da equipe de produção fizeram aparições especiais na multidão ao final do episódio, enquanto Archer se prepara para dar o seu discurso. Quinze "VIPs" incluiam os roteiristas Judith e Garfield Reeves-Stevens, André Bormanis e Manny Coto se juntando a uma dúzia de figurantes para formar parte do público. O resto do cenário foi preenchido por um público gerado por computador. Depois que seus papéis terminaram, a despedida final de cada membro do elenco foi feita com aplausos. Jolene Blalock e Scott Bakula foram os último atores dispensados, com Bakula dando um discurso agradecendo a toda a equipe de produção por fazerem o elenco se sentir querido. As filmagens se encerraram terça-feira, 8 de março, e os cenários foram desmontados e armazenados. Frakes e Sirtis retornaram no dia 9 para completarem tomadas de tela verde, que seriam usadas quando seus personagens entrassem e saissem no holodeque.
Uma festa celebrando o final da série foi realizada no Roosevelt Hotel em abril, para o elenco e membros da equipe de produção. Os atores falaram sobre seus sentimentos acerca do final do programa. John Billingsley disse que o programa "foi uma grande aventura, e mudou a minha vida. É algo que vai durar para sempre dentro de mim". Ele estava feliz por se despedir da maquiagem de duas horas necessária para criar seu personagem, Phlox. Muitos membros do elenco iriam dar uma pausa e sair de férias antes de procurar novos trabalhos. Entre os convidados notáveis estava o roteirista de Star Trek Nemesis, John Logan, que não estava afiliado a Enterprise, e Peter Weller, que apareceu como vilão do episódio "Terra Prime".

## Enredo
"These Are the Voyages..." é uma narrativa contada do futuro. Os eventos do século XXII de Star Trek: Enterprise são mostrados através de uma recriação de holodeque durante o episódio "The Pegasus", de Star Trek: The Next Generation. No século XXIV, o Comandante William T. Riker observa os eventos em volta da criação da Federação Unida dos Planetas, esperando que os eventos do passado o ajudem a tomar uma importante decisão. Cronologicamente, os eventos do século XXII de "These Are the Voyages..." se passam seis anos após o episódio anterior, "Terra Prime".
Em 2161, a nave estelar Enterprise e sua tripulação retornam à Terra na véspera da assinatura da carta régia da Federação. Depois de dez anos de serviço, a Enterprise será aposentada. O Capitão Jonathan Archer discute o discurso que ele vai dar para os representantes reunidos. A Enterprise é contatada por Shran, um andoriano que Archer acreditava estar morto. A filha de Shran foi sequestrada por desonestos parceiros de negócios, e Shran pede a ajuda de Archer para resgatá-la. Archer decide ajudá-lo, apesar de T'Pol avisá-lo que eles podem se atrasar para a cerimonia.
Enquanto a tripulação da Enterprise surpreende os inimigos de Shran e resgatam sua filha, os associados de negócios rastream a Enterprise e a invadem na viagem de volta.  Para salvar a vida de Archer, o engenheiro Tucker se oferece para ajudar os intrusos, porém sabota os equipamentos. O resultado é uma explosão que permite a fuga da Enterprise, mas fere mortalmente Tucker. Archer é perturbado por ter de escrever um discurso sobre como suas explorações valeram a pena, apesar da morte de seu amigo, porém T'Pol garante que Tucker teria considerado que elas valeram a pena. Na Terra, Archer entra no grande salão para dar o seu discurso enquanto Riker encerra a simulação, agora seguro sobre o que fazer. A tomada final é uma montagem das naves estelares Enterprise enquanto os Capitães Picard, Kirk e Archer recitam o monólogo "Onde nenhum homem jamais esteve".

## Repercussão
"These Are the Voyages..." foi recebido de forma negativa pelos críticos e o elenco do programa. Antes do episódio ir ao ar, Blalock o chamou de "apavorante". Ela continuou suas críticas ao dizer que estava chateada pelo final ter sido um episódio de The Next Generation ao invés de um fim de Enterprise. Connor Trinneer, que interpretou Trip Tucker, achou que o final deveria ter tido uma despedida mais memorável, no que ele descreveu como "momento M*A*S*H", porém os produtores não queriam se focar nesse elemento. Anthony Montgomery, que interpretou Travis Mayweather, ficou similarmente desapontado com o episódio, dizendo "sinto que poderia ter havido um jeito mais efetivo de encerrar as coisas para nosso programa e para a franquia como um todo. Pareceu tirar um pouco as coisas que o elenco e a equipe de Enterprise trabalharam tão diligentemente para alcançar nesse últimos quatro anos". Apesar de Frakes ter gostado de trabalhar com Sirtis novamente, ele disse que "a realidade é que foi um pouco forçado ter nós fechando o programa", e que, em retrospectiva, foi um desserviço para eles. Braga admitiu que houve uma agitação no elenco, porém defendeu o episódio como um modo de não apenas fechar Enterprise mas Star Trek como um todo.
Comentaristas também foram críticos quanto a conexão com The Next Generation. Patrick Lee do Sci Fi Weekly disse que a história contada do futuro "reduz [o elenco de Enterprise] ao estado de ratos de laboratório". Lee também notou que mesmo sem os atores convidados, o episódio não fazia jus aos melhores da temporada, principalmente "In a Mirror, Darkly". Alex Strachan, do National Post, chamou as pontas de The Next Generation como lembranças de um Star Trek melhor, comparado aos "efeitos de maquiagem ruins, atuações ruins e música ruim" da última série. Escrevendo para o Toronto Star, Rob Salem disse que as aparições não tinham propósito narrativo, e que o episódio "rouba de seus personagens (e seus fãs) qualquer desenvolvimento significativo de longa duração ou um sentimento de encerramento". Comentaristas também criticaram o final do episódio, onde os espectadores nunca veem o discurso de Archer. A IGN disse que o episódio foi o "tiro de despedida de Braga e Berman, tendo certeza de que todos soubessem quem estava no comando", e que o imenso contraste entre "Terra Prime" e "These Are the Voyages..." mostrou o porque não se deve permitir que os dois se envolvam com Star Trek novamente.
A morte de Trip Tucker foi objeto de controvérsia. Salem descreveu o desenvolvimento como "um personagem principal é morto sem propósito em serviço de um dispositivo de enredo sem propósito", uma reclamação ecoada pela IGN. Trinneer disse em uma convenção que o personagem tinha "escapado de situações muito piores do que aquela", e que a morte pareceu forçada. Os roteiristas, alegou Trinneer, queriam matar um personagem para "fazer os fãs falarem", então Trip foi morto simplesmente para manipular os espectadores. Vários críticos encerraram suas resenhas dizendo que, não importando se os fãs ficassem satisfeitos ou não com o episódio, a maioria dos espectadores casuais não se importaria de qualquer forma.
Em resposta a algumas das críticas, Coto afirmou que ele pessoalmente considera a história em duas partes "Demons" e "Terra Prime", que precederam "These Are the Voyages...", como o verdadeiro final da linha de história da Enterprise. Berman disse "Eu ouvi várias críticas e eu entendo como algumas pessoas se sentem, porém [Braga] e eu passamos muito tempo criando a ideia e de alguma forma, eu diria, um encerramento único para a série, especialmente quando você a está terminando prematuramente. [...] Você nunca gosta de desapontar as pessoas, porém eu acho que é besteira dizer que era mais um episódio de The Next Generation do que um episódio de Enterprise. Os únicos elementos dela [The Next Generation] que estavam presentes estavam lá como uma caixa de ressonância para nos permitir ver uma missão que se passou seis anos depois [de 'Terra Prime']".
De acordo com o TrekNation, o último episódio de Star Trek: Enterprise atraiu 3.8 milhões de especadores, uma aumento de 69% em relação ao último episódio da temporada anterior. Os jornais combrindo o cancelamento de Enterprise e seu último episódio frequentemente disseram que o fracasso da série era uma evidência de que a franquia havia se movido para muito longe de suas raízes, se tornando muito sombria. Andy Dehnhart da MSNBC disse que "apesar dos roteiristas e diretores de arte merecerem crédito por oferecerem mundos que talvez fossem um pouco mais críveis, eles perderam a fantástica e maravilhosa abordagem de viagem especial que The Next Generation havia pegado emprestado do Star Trek original e aperfeiçoado". Michael Peck do USA Today disse que sem os "sonhos" das séries anteriores, "Star Trek se tornou apenas mais um drama televisivo". Escrevendo para o Seattle Post-Intelligencer, Melanie McFarland, entretanto, disse que o programa "nunca encontrou o sentimento de singularidade dentro do universo de Star Trek que todas as outras versões anteriores possuiam". Apesar do cancelamento, a Paramount permaneceu otimista. O chefe do estúdio, David Stapf, estava "ansioso para um novo capítulo desta duradora franquia no futuro". Berman e o roteirista Erik Jendresen desenvolveram o conceito para um novo filme se passando depois de Enterprise, mas antes da série de televisão da década de 1960. Enquanto isso, a Paramount pediu para que Roberto Orci e Alex Kurtzman dessem algumas ideias para reviver a franquia, resultando na produção de um filme prequela a série original intitulado Star Trek, lançado em maio de 2009.